# Associazione Sportiva Pordenone Friulvini 1991-1992
Questa voce raccoglie le informazioni riguardanti la Associazione Sportiva Pordenone Albatros nelle competizioni ufficiali della stagione 1991-1992.

## Organigramma societario
Area direttiva
- Presidente: Luciana Lazzarin
- Segretario: Sergio Sisti

Area tecnica
- Allenatore: Vittorio Re

## Rosa
Rosa aggiornata all'inizio della stagione.
| N. |                   | Ruolo | Calciatrice       |
| -- | ----------------- | ----- | ----------------- |
|    | Italia (bandiera) | C     | Claudia Basso     |
|    | Italia (bandiera) | D     | Elsa Bosser       |
|    | Italia (bandiera) | D     | Anna Cappelluzzo  |
|    | Italia (bandiera) | P     | Cristina Capretta |
|    | Italia (bandiera) | A     | Katya Carnielutti |
|    | Italia (bandiera) | D     | Sara Castello     |
|    | Italia (bandiera) | D     | Anna Cigolotti    |
|    | Italia (bandiera) | C     | Angela Colotto    |
|    | Italia (bandiera) | D     | Marina Cordenons  |
|    | Italia (bandiera) | D     | Michela De Nardo  |
|    | Italia (bandiera) | C     | Rossella Lazzaro  |

| N. |                   | Ruolo | Calciatrice        |
| -- | ----------------- | ----- | ------------------ |
|    | Italia (bandiera) | C     | Vanessa Loi        |
|    | Italia (bandiera) | P     | Monica Marzaro     |
|    | Italia (bandiera) | A     | Caterina Menegon   |
|    | Italia (bandiera) | A     | Deborah Pelle      |
|    | Italia (bandiera) | C     | Laura Pizzuto      |
|    | Italia (bandiera) | D     | Annalisa Prizzon   |
|    | Italia (bandiera) | S     | Daniela Salvestrin |
|    | Italia (bandiera) | A     | Daniela Serafini   |
|    | Italia (bandiera) | C     | Maria Pia Toppano  |
|    | Italia (bandiera) | C     | Loretta Visintin   |